# 319 aC
El 319 aC va ser un any del calendari romà prejulià. A la República i a l'Imperi Romà es coneixia com l'Any del consolat de Mugil·là i Cerretà (o també any 435 ab urbe condita o de la Fundació de Roma). La denominació «319 aC» per a aquest any s'ha emprat des de l'edat mitjana, quan el calendari Anno Domini va ser el mètode prevalent a Europa per a anomenar els anys.

## Esdeveniments

### Antiga Grècia. Els diàdocs
- El diàdoc Antígon Monoftalm persegueix el general Àlcetes a qui havia derrotat a Pisídia. Àlcetes es refugia a Termessos, però els ancians de la ciutat, l'entreguen a Antígon per evitar-ne el saqueig. Àlcetes es suïcida per no caure a les seves mans.[2]
- Polipercont ocupa el lloc de regent del Regne de Macedònia, designat per Antípatre, que mor aquest any. El fill d'Antípatre, Cassandre, és nomenat quiliarca.[a]
- Cassandre, fill d'Antípatre, no està d'acord amb el nomenament de Polipercont i s'aixeca en armes contra ell, recolzat per Ptolemeu I Soter, d'Egipte, i per Antígon Monoftalm.
- Èumenes de Càrdia rep una petició d'Olímpia perquè es fes càrrec de la custòdia del jove Alexandre IV Egos, fill d'Alexandre i de Roxana, perquè creu que la seva vida corre perill perill. Al mateix temps Polipercont i el rei Filip III Arrideu li envien ordres de lluitar contra Antígon Monoftalm amb les seves forces de Capadòcia i li permeten agafar 500 talents del tresor reial.[3]

### Antiga Roma
- Aquest any són elegits cònsols Luci Papiri Cursor Mugil·là i Quint Auli Cerretà. Els cònsols continuen la guerra contra els frentans i els derroten en un sola batalla. Els frentans abandonen la seva ciutat i van donar ostatges al cònsol Quint Auli Cerretà.[4]
- Mugil·là derrota els sutricans que demanen la pau. El cònsol exigeix l'entrega de la guarnició samnita que tenia la ciutat de Sutricum, o la mort de tots ells. La gent de Sutricum explica que no poden derrotar la forta guarnició samnita ben armada. Quan els samnites es retiren després d'un setge, la facció pro-romana de la ciutat obre les portes a les legions. Els samnites són atacats als boscos de la rodalia una vegada ocupada la ciutat. Mugil·là torna a roma per celebrar un triomf.[5]

## Necrològiques
- Antípatre, regent de Macedònia.[6]